# 위험한 상견례
위험한 상견례는 대한민국에서 2011년 3월 31일에 개봉한 코미디 영화이다.

## 줄거리
경상도, 전라도 출신 남녀가 각자 상대방 아버지들의 반대를 무릅쓰고 결혼을 하려고 하는 것을 시작으로, 상견례를 통해 더욱 충돌하며 벌어지는 이야기.
말리면 말릴 수록 붙는다?! | 피할 수 없는 한판 승부
‘현지’라는 가명으로 활동하고 있는 순정만화 작가인 전라도 순수 청년 현준. 펜팔에서 만난 경상도 여인 다홍과 알콩달콩 연애하며 사랑을 키워가던 그는 아버지의 강요로 선을 봐야 한다는 다홍의 말에 그녀와 결혼을 결심한다. 하지만 뼛속까지 경상도 남자인 다홍의 아버지로 인해 현준은 전라도 남자임을 감춰야 되는 상황이 벌어지는데…
서울말 특별 과외를 거쳐 압구정남으로 변신한 현준. 드디어 결혼을 승낙 받기 위해 부산에 위치한 다홍의 집으로 향하고, 다홍 가족과 대면한다. 왠지 음침한 다홍의 오빠 운봉을 시작으로 호시탐탐 현준의 흉을 찾으려는 노처녀 고모 영자, 경부선 밖은 나가본 적 없는 우아한 서울 여자인 어머니 춘자, 첫만남에 악수 대신 야구 공을 던지는 초강력 적수 아버지 영광, 거기에 언제 뒤따라 왔는지 현준의 아버지가 스파이로 보낸 형 대식까지.. 과연 현준은 이 모든 난관을 헤치고 다홍과 사랑을 이뤄낼 수 있을까?

## 등장인물

### 중심 인물
- 송새벽 : 현준
- 이시영 : 진다홍

### 주변 인물
현준 주변 인물
- 김응수 : 세동
- 박철민 : 대식

다홍 주변 인물
- 백윤식 : 진영광
- 김수미 : 춘자
- 김정난 : 영자
- 정성화 : 진운봉

### 우정출연
- 정웅인 : 맞선남
- 이영범 : 박남정 매니저
- 길해연 : 봉자(가정부)
- 김양우 : 게이애인
- 최재환 : 전라도 고참, 김은석 병장

### 특별출연
- 박남정 : 박남정
- 이한위 : 다방 DJ
- 하일성 : 해설자
- 유수호 : 아나운서
- 방현주 : MC

### OST
1. 세월이 가면 - 이시영
2. 이 밤을 다시 한번 - BonD
3. 다홍씨에게
4. 현준이의 귀환
5. 어떡하죠
6. 하트를 날려봐
7. 미치도록 좋아
8. 발걸음도 흥겹게
9. 장춘자 등장
10. 편지를 써요
11. 현주니와 다홍이
12. 내무반의 아픈 기억
13. 나야 장춘자
14. 갯벌의 행복
15. 미치도록 슬픈
16. 결혼 탈출
17. 다홍아 울지마
18. 진정한 승부
19. 재회